# بلير رايلي
بلير رايلي هو لاعب هوكي الجليد كندي، ولد في 1 نوفمبر 1985 في كاملوبس في كندا.

## وصلات خارجية
- بلير رايلي على موقع دوري الهوكي الوطني (الإنجليزية)
- بلير رايلي على موقع EliteProspects.com (الإنجليزية)
- بلير رايلي على موقع HockeyDB.com (الإنجليزية)